# IPad (canción)
«iPad» es una canción por el dúo estadounidense The Chainsmokers, fue lanzada a través de Columbia Records y Disruptor el 11 de marzo de 2022 como su segundo sencillo de su cuarto álbum de estudio, So Far So Good (2022). El video musical que lo acompaña fue lanzado el mismo día. Comercialmente, "iPad" debutó en el número seis en la lista Billboard Hot Dance/Electronic Songs, convirtiéndose en el vigésimo top ten del dúo en la lista.

## Antecedentes
Hablando sobre la canción en una publicación de Instagram el día anterior al lanzamiento de la canción, el miembro de The Chainsmokers, Drew Taggart, dijo:

Escribimos esta canción cuando sentí que no tenía a nadie con quien hablar. No es que no tuviera a nadie que me escuchara, pero había alcanzado un nivel de disonancia cognitiva que sentía que era inexplicable. No lleves un diario, así que escribir esta canción y las demás de este álbum (y álbumes anteriores) es mi oportunidad de organizar mis pensamientos. Si escuchaste Sick Boy sabes a lo que me refiero ;) Nos sentimos muy afortunados de poder hacerlo en forma de canción y de que estés dispuesto a escuchar. Nos ha ayudado mucho, así que gracias. La siguiente parte de la historia se llama iPad y sale esta noche. Gracias por estar aqui.

## Video musical
El video musical oficial fue lanzado el mismo día que la canción y fue dirigido por Kid. Estudio. En el video, Drew Taggart explora las áreas locales de la ciudad de Nueva York (Alex Pall y Matt Mcguire aparecen alrededor del video). El video representa las "emociones conflictivas que siguen al final de una relación enfermiza".